# Die Kuh Elsa
Die Kuh Elsa ist ein gespielter Witz des Komikers Dieter Hallervorden, vorgetragen 1977 in seiner Fernsehsendung Nonstop Nonsens (Didi’s erster Winterurlaub, gesendet am 4. Januar 1977).

## Die Handlung
Der Graf von Seidewitz (Gerhard Wollner) wird von seinem Butler (Dieter Hallervorden) angerufen und erhält von ihm die Nachricht, dass die Kuh Elsa verstorben sei.
Der Graf antwortet darauf, es kümmere ihn nicht, dass eine Kuh gestorben sein soll, denn er besitze ja über 3.000 Kühe. Als er fragt, woran sie denn gestorben sei, erfährt er, dass der ganze Stall gebrannt habe, sich das Dach ohne Stall nicht habe halten können und ihr so auf den Kopf gefallen sei.
Als der Graf weiter fragt, warum denn der Stall gebrannt habe, berichtet ihm der Butler, dass das Feuer vom Landsitz durch einen Funkenflug dorthin übergegriffen habe. Dieser sei abgebrannt, weil der Sohn des Grafen auf der Treppe gestürzt sei, sich dabei beide Arme gebrochen habe und so den Leuchter mit brennenden Kerzen habe fallen lassen, als er es der Frau Gräfin nach ihrem plötzlichen Tod schön machen wollte. All dies sei der armen Kuh Elsa zum Verhängnis geworden, wie der Butler zwischendurch immer wieder bemerkt.

## Ursprung der Geschichte
Das dem Sketch zugrundeliegende Motiv ist viel älter: In den um 1115 verfassten Disciplina clericalis des Petrus Alfonsi (XXVII  Exemplum de Maimundo servo) findet sich eine sehr ähnliche Geschichte – wobei es allerdings um einen kleinen Hund anstelle einer Kuh geht. Eine weitere Variante davon ist in A Treasury of North American Folk Tales enthalten. Ebenso ist sie im Erzähltypus-Index von Aarne Thompson unter der Nummer 2040 (Erzähltypus „Häufung des Schreckens“) gelistet. Im 1811 veröffentlichten Schatzkästlein des rheinischen Hausfreundes von Johann Peter Hebel findet sich die Geschichte Ein Wort gibt das andere, in der der Knecht seinem in Paris weilenden Herrn die Nachricht vom Tode seines Raben überbringt. Diese Fassung findet sich auch in der Ballade Der kalte Michel von Christian Friedrich Daniel Schubart. Auch das Chanson Tout va très bien (Madame la Marquise) von Ray Ventura basiert auf derselben Geschichte, ebenso das Lied Alles in Ordnung, mein gnädiger Herr von Hans Weiner-Dillmann

## Eingang in die Alltagssprache
Pech für die Kuh Elsa wird allgemein als Ausdruck für „dumm gelaufen“ oder einen ungünstigen Ausgang einer Situation gebraucht. Darüber hinaus steht „Kuh Elsa“ für das Prinzip, dass sich hinter anfänglich harmlosen oder kleineren schlechten Nachrichten immer weiter ausweitende Desaster verbergen.